# Exogenesis: Symphony
"Exogenesis: Symphony" (também chamada simplesmente de "Exogenesis") é uma canção da banda inglesa de rock alternativo Muse, que está no quinto álbum de estúdio da banda, intitulado The Resistance. A música é dividida em 3 partes, ou momentos intitulados "Overture", "Cross Pollination" e "Redemption", cada um ocupando uma faixa separada no final do álbum e tem duração total de quase 13 minutos. "Exogenesis" foi lançada como single nos EUA em abril de 2010, com 500 cópias que foram exportadas para os Estados Unidos e disponibilizadas no site oficial da banda.

## Produção, composição e lançamento

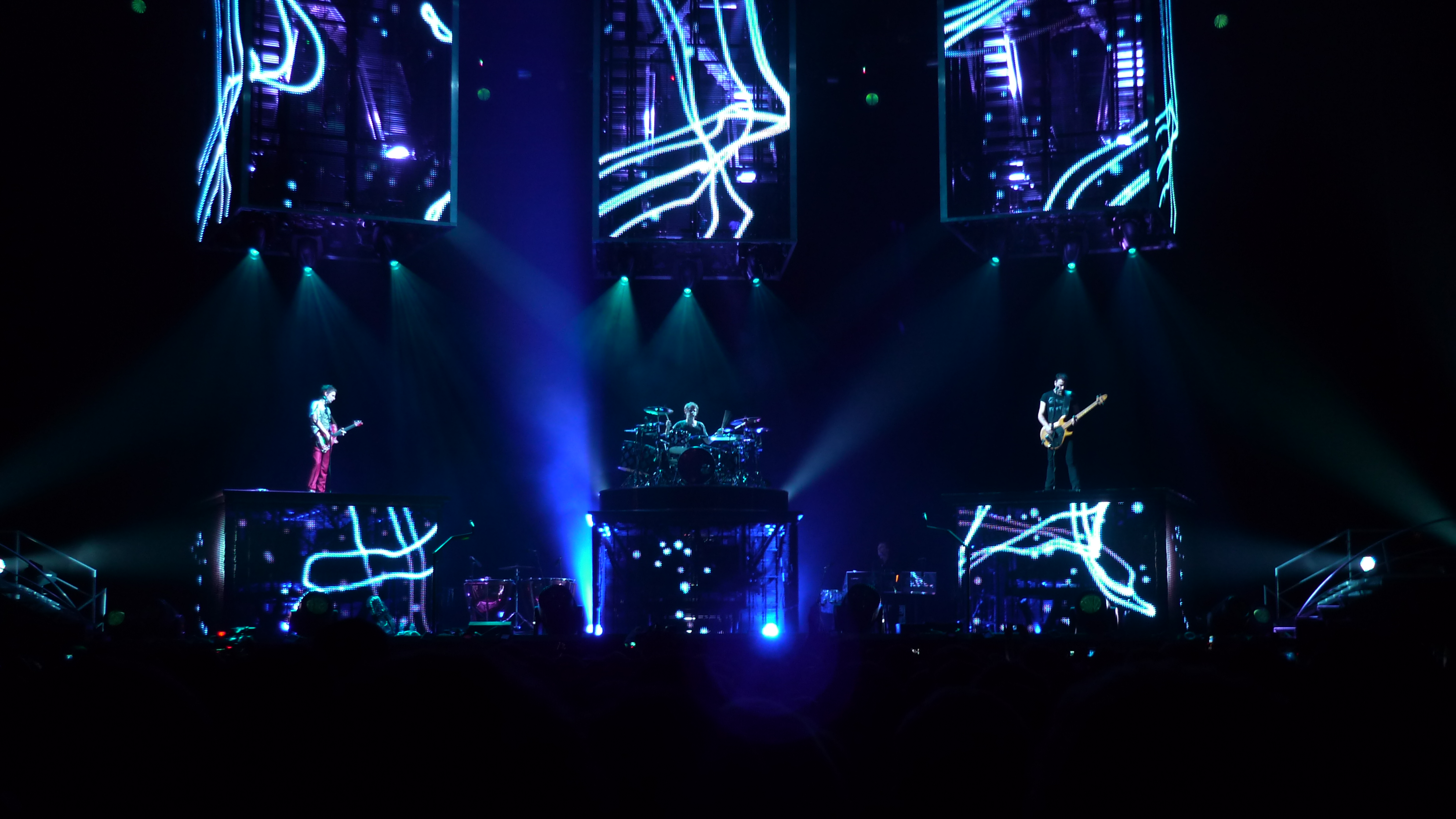
Muse tocando durante a The Resistance Tour em Toulouse, França.

A música no geral, o estilo de 'sinfonia' de "Exogenesis" foi primeiro especulado que faria parte do quinto álbum de estúdio no começo de 2008, quando a revista inglesa NME perguntou ao líder da banda, o vocalista e guitarrista Matthew Bellamy, e ele falou "Eu acho que eu gostaria que no próximo álbum tivesse uma faixa com pelo menos 15 minutos de um solo tipo space-rock." A ideia foi discutida posteriormente e de um jeito mais extremo, Bellamy sugeriu que a banda poderia rejeitar o formato convencional de álbum e apenas liberar uma série de singles ou "uma sinfonia de 50 minutos."
Quando a banda confirmou que estava gravando o novo álbum no final de 2008, Bellamy explicou mais uma vez essa música sinfônica, que ele revelou que seria feita em três partes (três faixas):
| “ | Há uma nova música em três partes, mais uma sinfonia que uma música, que eu vinha trabalhando esporadicamente por muitos anos[...] Uma grande parte de sua composição é orquestral, eu nunca quis trabalhar com um arranjador de notas enquanto eles fariam a música 'deles'. Então eu tenho feito pessoalmente os arranjos orquestrais, o que está levando muito tempo. E eu espero que esteja pronto pro próximo álbum como as três faixas finais. | ” |

Com a presença de "Exogenesis", junto com outras músicas, Bellamy mostrou que The Resistance realmente arremete para o clássico, descrevendo o álbum como "um álbum sinfônico" e brincou dizendo "Nós vamos bater na porta da Classic FM qualquer dia, sabe?"
Em 3 de julho de 2009, Muse revelou, via Twitter, as faixas do álbum The Resistance e que "Exogenesis Symphony" estaria realmente no final do álbum, e que as faixas seriam "Overture", "Cross Pollination" e "Redemption", respectivamente.
Segundo a NME, "Exogenesis" é um dos pontos altos desse álbum e falou: "esse álbum será o mais bombástico já feito pelo Muse".
Falando sob a possibilidade de tocar a música ao vivo, Bellamy falou entusiasmado "nós vamos tentar!" Numa uma apresentação durante a The Resistance Tour, a primeira parte "Overture" foi tocada como introdução a canção "Stockholm Syndrome". Por enquanto, "Cross-Pollination" e "Redemption" não foram tocadas ao vivo.
Exogenesis deverá ser lançada em 17 de abril de 2010 pela Record Store Day nos Estados Unidos em formato de 12" vinil. Como uma piada de 1 de abril em 2010, o site do Muse uma versão falsa da música intitulada "Part 4: Salvation" o que era somente um cover da canção "Creep" do Radiohead com um backing orquestral.

## Faixas
Todas as faixas escritas e compostas por Matthew Bellamy. 
| 12" vinil, lado A |                                                   |         |  |
| N.º               | Título                                            | Duração |  |
| 1.                | "Exogenesis: Symphony Part 1 (Overture)"          | 4:18    |  |
| 2.                | "Exogenesis: Symphony Part 2 (Cross Pollination)" | 3:58    |  |
| 3.                | "Exogenesis: Symphony Part 3 (Redemption)"        | 4:37    |  |
| Duração total:    | Duração total:                                    | 12:53   |  |

| 12" vinil, lado B |                                    |         |  |
| N.º               | Título                             | Duração |  |
| 1.                | "Uprising" (Ao vivo de Teignmouth) | 5:37    |  |
| 2.                | "Resistance" (Ao vivo de Lisboa)   | 5:36    |  |
| Duração total:    | Duração total:                     | 11:13   |  |

## Acusação de plágio
Em setembro de 2012, com o álbum The Resistance e a sinfonia "Exogenesis" que nele contém completando 3 anos de lançamento, o músico Charles Bolfrass alegou na mídia que, na verdade, a ideia da sinfonia era dele. Falando para uma corte em Manhattan, nos Estados Unidos, Bolfrass disse que ele planejava compor uma "ópera de rock cientifica-ficcional" intitulada “Exogenesis”; ele então teria contactado a banda em 2005, além de outros dois grupos, para ajudá-lo a escrever a sinfonia. No ano seguinte, o Muse teria dito que eles não estavam interessados no projeto. Bolfrass estava pedindo US$3,5 milhões de dólares em reparações e em direitos autorais.
Sobre as acusações, o Muse, por meio de um porta-voz, disse que "as alegações são ridiculas" e negaram categoricamente qualquer mérito no processo. Segundo a banda, eles nunca receberam este "roteiro" como Bolfrass alegou e, na verdade, eles nunca se quer teriam se encontrado com ele antes de começar a gravar o álbum. O muse também questionou o porquê das alegações só terem sido feitas após 3 anos do lançamento do álbum, sendo que antes disso nenhuma das partes mencionou qualquer coisa a respeito.
O caso foi oficialmente arquivado em abril de 2013 pelo juiz Louis L. Stanton, responsável pela Corte do Distrito Sul de Nova Iorque. Ao encerrar o caso, Stanton afirmou que as acusações de Bollfrass tinham "praticamente nenhuma base legal ou factual". Ele completou dizendo que "a similaridade entre as canções está no conceito, que por ser abstrato, se torna altamente generalizado, porém os trabalhos são diferentes".